# Jan Václav Novák (skladatel)
Jan Václav Novák (30. března 1876 Praha – 5. února 1939 Praha) byl český hudební skladatel a klarinetista.

## Život
Patří do širšího okruhu rodiny Náprstkovy, jejímž nejznámějším představitelem byl český vlastenec a cestovatel Vojtěch Náprstek. Po studiích na střední škole vstoupil na Pražskou konzervatoř. Studoval hru na klarinet u Františka Reitmayera. Absolvoval v roce 1899. V době vojenské služby hrál u vojenské hudby číslo 28. V roce 1903 se stal korepetitorem a členem orchestru brněnské opery. Od roku 1905 byl učitelem dřevěných nástrojů, klavíru a teorie na hudební škole v Českých Budějovicích. Krátce byl ředitelem hudební školy v Lounech a dirigentem místního symfonického orchestru. V roce 1915 se stal klarinetistou České filharmonie. Přivydělával si hraním na klavír v pražských kavárnách.
Jako skladatel byl velmi plodný. Zkomponoval více než 200 skladeb a některé z nich (např. Sérénade d'amour) byly ve své době velmi populární.

## Dílo
- Golem (melodram s orchestrem, v roce 1917 získal cenu ČAVU)
- Božský mistr (opera o pobytu Mozartově v Čechách, libreto J. Rudlof, Novotného cena 1916)
- Koncert pro housle a orchestr A-dur (měl na svém repertoáru i slavný český houslista Váša Příhoda, 1913)

Skladby pro housle a klavír
- Sérénade fantome (1908)
- Berceuse (1908)
- Sérénade (věnováno Jaroslavu Kocianovi)
- Sérénade d'amour (1923)

Komponoval rovněž skladby pro klarinet a klavír a napsal řadu skladeb tanečních.